# Fungiacyathus hydra
Espèce
Statut CITES
Fungiacyathus hydra est une espèce de coraux appartenant à la famille des Fungiacyathidae.